# 고쿠분촌
고쿠분촌(国分村)은 지바현 히가시카쓰시카군에 일찍이 존재했던 촌이다. 현재의 이치카와시 서북부에 해당한다.

## 역사
- 1889년 4월 1일 - 정촌제 시행에 수반해 히가시카쓰시카군 고조촌이 성립하였다.
- 1890년 5월 23일 - 고쿠분촌으로 개칭되었다.
- 1934년 11월 3일 - 야와타 정, 나카야마 정 이치카와 정과 합병해 이치카와시가 성립하여, 동일 야와타정은 폐지되었다.

### 촌의 유래
촌이 설립되었을 당시의'고조'라는 이름은 정촌제가 시행되었을 당시 마을이 다섯 개의 마을이었다는 사실에서 비롯되었다.이름이 변경된 후,'코쿠본'은 시모사 코쿠본 지 사원의 위치에서 이름을 따왔다.